# Canara Bank
Canara Bank est une banque dont le siège social est situé à Bangalore en Inde. Elle a été créée en 1906. Elle a été nationalisée en 1969. En 2011, elle détenait 3 564 agences et environ 4 000 distributeurs automatiques.

## Histoire
En août 2019, le gouvernement indien annonce la fusion de Canara Bank et de Syndicate Bank, créant un nouvel ensemble avec environ 10 500 agences bancaires et près de 90 000 employés. La fusion prend effet en avril 2020.